# Sha Tau Kok Hoi
Sha Tau Kok Hoi (kinesiska: 沙頭角海, 沙头角海) är en vik i Hongkong (Kina). Den ligger i den norra delen av Hongkong.